# Горни Поретак
Горни Поретак (на сръбски: Горњи Поретак) е село в Босна и Херцеговина, разположено в община Соколац, в ентитета на Република Сръбска. Населението му според преброяването през 2013 г. е 4 души, от тях: 4 (100 %) сърби.

## Население
Численост на населението според преброяванията през годините:
- 1961 – 53 души
- 1971 – 37 души
- 1981 – 29 души
- 1991 – 12 души
- 2013 – 4 души